# Gillberga distrikt, Värmland
Gillberga distrikt är ett distrikt i Säffle kommun och Värmlands län. Distriktet ligger omkring Nysäter i södra Värmland.

## Tidigare administrativ tillhörighet
Distriktet inrättades 2016 och utgörs av Gillberga socken i Säffle kommun.
Området motsvarar den omfattning Gillberga församling hade vid årsskiftet 1999/2000.

## Tätorter och småorter
I Gillberga distrikt finns en småort men inga tätorter.

### Småorter
- Nysäter